# Bosques húmedos de hoja caduca de los Ghats occidentales del Sur

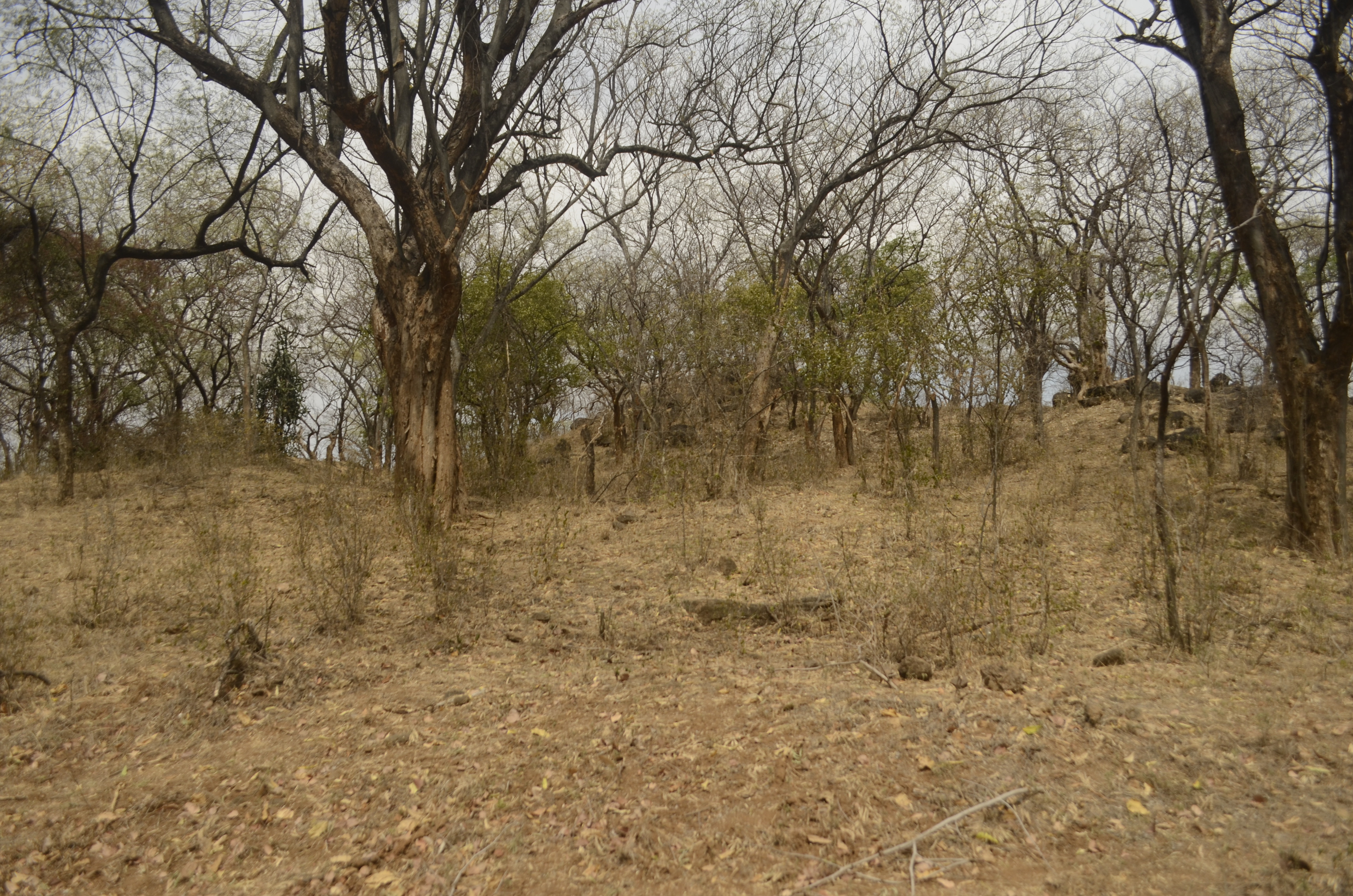
Imagen del bosque caduco en Aziyar, reserva de tigres de Anaimala, Sur de los Ghats occidentales

Los bosques húmedos de hoja caduca del sur de los Ghats occidentales son una ecorregión de bosques húmedos tropicales de hoja ancha del sur de la India. Cubren la parte sur de la cordillera de los Ghats occidentales y las montañas Nilgiri, entre 250 y 1000 metros de elevación en los estados de Kerala, Karnataka y Tamil Nadu.

## Encuadre
La ecorregión tiene una superficie de 23.800 kilómetros cuadrados (9.200 millas cuadradas). Incluye las montañas del sur de los Ghats occidentales, entre ellos el Agastyamalai y Anamalai, el este y las estribaciones de las montañas Nilgiri y las montañas Palni. Los bosques de Wayanad en el norte de Kerala marcan la transición a los bosques húmedos de hoja caduca de los Ghats occidentales del Norte en el norte. Al oeste, la ecorregión de los bosques húmedos de la costa de Malabar se encuentra en la franja costera entre los 250 metros y la costa de Malabar. Al este, las transiciones a la ecorregión bosques secos de hoja caduca del sur de la meseta de Decán ecorregión más seca en la sombra orográfica de los Ghats occidentales. Rodea la ecorregión de la Selva tropical de montaña de los Ghats occidentales del Sur, que se encuentra por encima de los 1000 metros de altura.

## Áreas protegidas
En 1997, el  Fondo Mundial para la Naturaleza identificó catorce áreas protegidas en la ecorregión, con un área combinada de 4.960 kilómetros cuadrados aproximadamente, que abarcaba el 21% de la zona de la ecorregión. Las áreas protegidas adyacentes de Bandipur, Nagarhole, Mudumalai, y Wyanad son el hogar de la mayor población de elefantes protegida de la India, con más de 2.500 individuos. 
Bosques de hoja caduca seca del sur de la meseta de Deccan
- Parque nacional Bandipur, Karnataka (1,110 km²)
- Santuario de fauna y flora Bilgiriranga Swamy, Karnataka (370 km²,  en los bosques secos de hoja caduca del sur de la meseta de Decán
- Santuario de fauna y flora de Chinnar, Kerala (50 km²)
- Parque nacional de Eravikulam, Kerala (90 km² en parte en la selva tropical de montaña de los Ghats occidentales del Sur
- Parque nacional Indira Gandhi (Anamalai), Tamil Nadu (620 km² en parte en las selva tropical de montaña de los Ghats occidentales del Sur)
- Reserva de tigres Kalakkad Mundanthurai, Tamil Nadu (895 km², en parte en las selva tropical de montaña de los Ghats occidentales del Sur)
- Santuario de fauna y flora de Megamala, Tamil Nadu (310 km², en parte en las selva tropical de montaña de los Ghats occidentales del Sur)
- Parque nacional de Mudumalai, Tamil Nadu 400 km²)
- Parque nacional de Nagarhole, Karnataka (620 km²)
- Santuario de fauna y flora Neyyar, Kerala (128 km²)
- Santuario de fauna y flora Parambikulam, Kerala (285 km²)
- Parque nacional de Periyar, Kerala (470 km², en parte en las selva tropical de montaña de los Ghats occidentales del Sur)
- Santuario de fauna y flora de Peppara, Kerala (40 km² en parte en las selva tropical de montaña de los Ghats occidentales del Sur)
- Santuario de fauna y flora de Wayanad, Kerala (430 km²)